# Racasta rhodosticta
Racasta rhodosticta är en fjärilsart som beskrevs av W. Warren 1904. Racasta rhodosticta ingår i släktet Racasta och familjen mätare. Inga underarter finns listade.